# Loredana D'Anghera
Loredana D'Anghera (La Spezia, ...) è una cantante italiana.

## Biografia
Loredana D'Anghera si è diplomata in canto lirico all'Istituto Musicale Mascagni di Livorno e laureata presso il Conservatorio Puccini di La Spezia.
È la creatrice del progetto Time Machine, con la collaborazione del compositore e pianista Massimiliano Damerini, che ha debuttato in prima nazionale all’Auditorium San Carlo di Albenga.
Collabora con il Premio Lunezia dal 2001 curando la direzione artistica della sezione nuove proposte, di cui segue anche i rapporti con Rai Radio.
Nel 2007 ha pubblicato il primo album My Movies Emotion, il quale contiene colonne sonore rielaborate con diversi stili musicali.
Nel 2012 ha inciso l'album Fiori di loto, collaborando con vari artisti tra i quali Max Manfredi, Bungaro, Roberta Di Lorenzo, Alberto Fortis nel brano Dimmi, Mario Lavezzi nel brano Varietà (unico non inedito inserito nell'album).
È apparsa in programmi televisivi e trasmissioni radiofoniche come Caffè ristretto e Il trucco e l'anima, entrambi su Rai Radio 1. Ha svolto il ruolo di opinionista per Rai News 24, in occasione del Festival di Sanremo 2013, Il caffè e Unomattina. È stata una delle protagoniste di Un premio per la musica, speciale di Rai Educational, andato in onda su Rai Scuola, Rai 3 e Rai 1.
Nel 2013 lo speciale di Rai 5 Virtuoso – nuove tendenze della musica italiana le ha dedicato spazio come cantante e talent-scout del Premio Lunezia; nello stesso anno si è esibita a Brescia in un concerto benefico insieme ad Anna Oxa, Patty Pravo, Mietta, Mariella Nava, Loredana Errore, Alexia, Annalisa, Paola & Chiara e Syria.
A novembre 2014 il TG2 Storie le ha dedicato uno speciale sulla vita artistica come cantante e talent-scout.
Nel luglio 2015 Gaetano Curreri, le ha scritto la canzone Parole senza musica, che sarebbe poi diventata la sigla del Premio Lunezia.
Nel 2016 ha realizzato il progetto discografico "Double Face" nato da una sua idea insieme a Massimiliano Damerini e Andrea Pozza.
Nel 2018 è docente di canto jazz al Conservatorio "Benedetto Marcello" di Venezia.
A dicembre 2019 è uscito "Il Salvavoce", prontuario da lei redatto per cantanti e appassionati edito da "M&P musicians&producers".
Nel 2020 è docente di canto pop/rock al Conservatorio "G.F.Ghedini" di Cuneo; dal 2022 è docente al Conservatorio "A.Boito" di Parma per la stessa materia.

## Discografia

### Album
- 2007 – My Movies Emotion
- 2012 – Fiori di loto (Incipit Records)
- 2016—DOUBLE FACE  (MAP)

### Singoli
- 2002 – Dolcemente  (Alfa Music)
- 2015 – Parole senza musica